# Gare d'Évron
La gare d'Évron est une gare ferroviaire française de la ligne de Paris-Montparnasse à Brest. Elle est située sur le territoire de la commune d'Évron, dans le département de la Mayenne en région Pays de la Loire.
C'est une gare de la Société nationale des chemins de fer français (SNCF), desservie par des trains express régionaux TER Pays de la Loire circulant entre les gares du Mans et de Rennes ou Laval.

## Situation ferroviaire

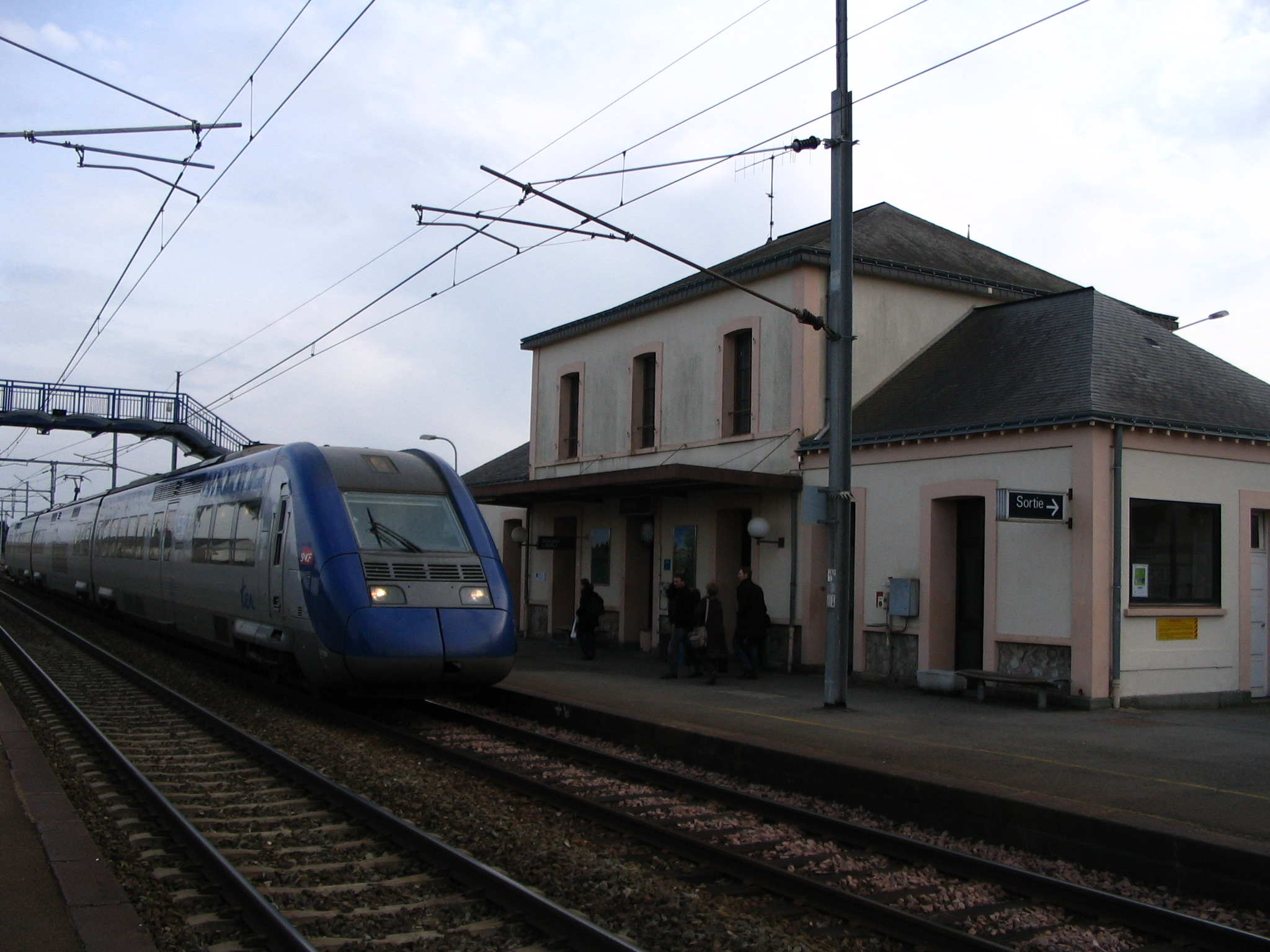
Le bâtiment voyageurs, les voies, les quais, la passerelle et un train TER.

Établie à 113 m d'altitude, la gare d'Évron est située au point kilométrique (PK) 269,365 de la ligne de Paris-Montparnasse à Brest, entre les gares de Voutré et Neau.

## Histoire
En 2016, selon les estimations de la SNCF, la fréquentation annuelle de la gare est de 180 649 voyageurs, ce nombre s'étant élevé à 176 350 en 2015 et à 176 313 en 2014.

## Service des voyageurs

### Accueil
La gare dispose d'un bâtiment voyageurs fermé, la vente des titres de transport étant assurée par l'hôtel-restaurant situé en face de la gare du lundi au vendredi de 7 h à 11 h 30 et de 14 h 30 à 21 h ainsi que le samedi de 8 h 30 à 11 h 30 et de 14 h 30 à 20 h. Elle est équipée d'automates pour l'achat des titres de transport. Une passerelle permet le passage d'un quai à l'autre.

### Desserte
Évron est desservie par des trains TER Pays de la Loire circulant entre les gares du Mans et de Rennes ou Laval.

### Intermodalité
Un parc pour les vélos y est aménagé.